# Иоаннова вставка
«Иоа́ннова вста́вка», или «Иоа́ннов стих», лат. Comma Johanneum — принятое в библеистике название фразы из пятой главы Первого послания Иоанна (1Ин. 5:7—8, обсуждаемый текст выделен красным цветом):

(5:7) Ибо три свидетельствуют на небе: Отец, Слово и Святой Дух, и Сии три суть едино.

(5:8) И три свидетельствуют на земле: дух, вода и кровь; и сии три об одном.— Синодальный перевод
Оригинальный текст (лат.)Quoniam tres sunt, qui testimonium dant Pater, Verbum, et Spiritus Sanctus: et hi tres unum sunt.
Et tres sunt, qui testimonium dant in terra: spiritus, et aqua, et sanguis: et hi tres unum sunt.
Оригинальный текст (др.-греч.)ἐν τῷ οὐρανῷ, ὁ Πατὴρ, ὁ Λόγος καὶ τὸ ἅγιον Πνεῦμα, καὶ οὗτοι οἱ τρεῖς ἕν εἰσιν.
καὶ τρεῖς εἰσιν οἱ μαρτυροῦντες ἕν τῇ γῇ, τὸ πνεῦμα καὶ τὸ ὕδωρ καὶ τὸ αἷμα καὶ οἱ τρεῖς εἰς τὸ ἐν εἰσὶν.

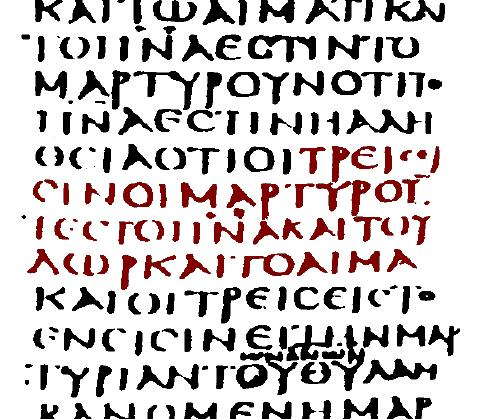
Фрагмент Синайского кодекса (IV век), «Иоаннова вставка» в нём отсутствует

Эту фразу часто цитируют в качестве обоснования догмата о Троице. Современные текстологи считают выделенный фрагмент поздней латинской вставкой (интерполяцией), сделанной в IV веке, поскольку во всех древних греческих рукописях Нового Завета он отсутствует.
С XIX века, когда ведущие библеисты признали текст поздней интерполяцией, он стал постепенно исчезать из печатных изданий Библии; в некоторых изданиях его печатали курсивом, в скобках или выносили в примечания. Профессор Аристотелевского университета, видный православный теолог Иоаннис Каравидопулос в своей монографии «Введение в Новый Завет» констатирует: «В настоящее время никто из исследователей текста Нового Завета не признаёт подлинности этого добавления». Большинство современных переводов Нового Завета не содержат «Иоанновой вставки».

## Происхождение вставки
В существующих новозаветных рукописях и в свидетельствах Отцов Церкви ранее IV века текст Иоанновой вставки отсутствует. В конце II века Тертуллиан, аргументируя концепцию Троицы (Tert. Adversus Praxean, 25:1, «Qui tres unum sunt, non unus»), цитирует другие места Нового Завета (в том числе многократно Первое послание Иоанна, но не упоминает эту фразу). Не приводят эту фразу в полемике и, следовательно, не знают о ней Ориген, Августин, Климент Александрийский и Афанасий Александрийский (III—IV века). Например, Августин в сочинении «Против арианина Максиминуса» цитирует только стих 1Ин. 5:8, причём без слов «на земле».
Выражение, близкое к «Иоанновой вставке», встречается в середине III века у священномученика Киприана Карфагенского, в сочинении «О единстве Церкви» (De unitate ecclesiae), хотя его текст не тождественен:

Господь говорит: Аз и Отец едино есмь. И опять об Отце, Сыне и Святом Духе написано: и сии три едино суть.
Оригинальный текст (лат.)Dicit Dominus: Ego et Pater unum sumus, et iterum de Patre et Filio et Spiritu sancto scriptum est: Et tres unim sunt.

Самое раннее прямое свидетельство «Иоанновой вставки» обнаружено историками у латинского писателя ересиарха Присциллиана в конце IV века, в сочинении «Liber apologeticus. 1. 4, 18:6»:

…три имеются, которые свидетельствуют на земле: вода, плоть и кровь, и эти три есть едино; и три имеются, которые свидетельствуют на небе: Отец, Слово и Дух, и эти три есть едино в Иисусе Христе.
Оригинальный текст (лат.)…tria sunt quae testimonium dicunt in terra aqua caro et sanguis et haec tria in unum sunt, et tria sunt quae testimonium dicent in caelo pater uerbum et spiritus et haec tria unum sunt in Christo Iesu.

По этой причине авторитетный библеист-текстолог Брюс Мецгер считает автором фразы Присциллиана, с этим соглашается в своём комментарии Уильям Баркли. Вероятнее всего, данная фраза появилась впервые в виде комментария на полях (маргиналии) в одной из копий рукописи Первого послания Иоанна, а затем, при очередной переписке, была внесена в основной текст.

## Греческие источники
«Иоанновой вставки» нет в наиболее ранних текстах Первого послания Иоанна на языке оригинала (греческом), а именно — в Синайском, Ватиканском и Александрийском кодексах; а также в Вульгате Иеронима, в сирийской Пешитте, в сирийском филоксеновском-гарклейском сборнике и в коптских текстах. Её нет в сочинениях греческих авторов, цитирующих это послание и живших до Никейского собора 325 года, а также во всех переводах на коптский, эфиопский, арабский и славянские языки вплоть до XVI века.
«Иоаннова вставка» не появлялась в греческих рукописях вплоть до XIV—XV веков. Впервые на греческом языке она появляется в рукописи Minuscule 629, где параллельно представлены латинский и греческий текст. Появлению в греческом тексте «Иоанновой вставки» предшествовало её появление в латинском тексте, причём в некоторых греческих рукописях XIV—XV веков «Иоаннова вставка» помещалась не в основном тексте, а на полях рукописи.

## Армянские источники
В Библии Армянской Апостольской Церкви, которая основана на сирийских и греческих источниках и вместе с древнесирийским, коптским, Вульгатой считается одним из старейших переводов, Иоаннова вставка отсутствует и предположительно никогда не применялась.

## Латинские источники

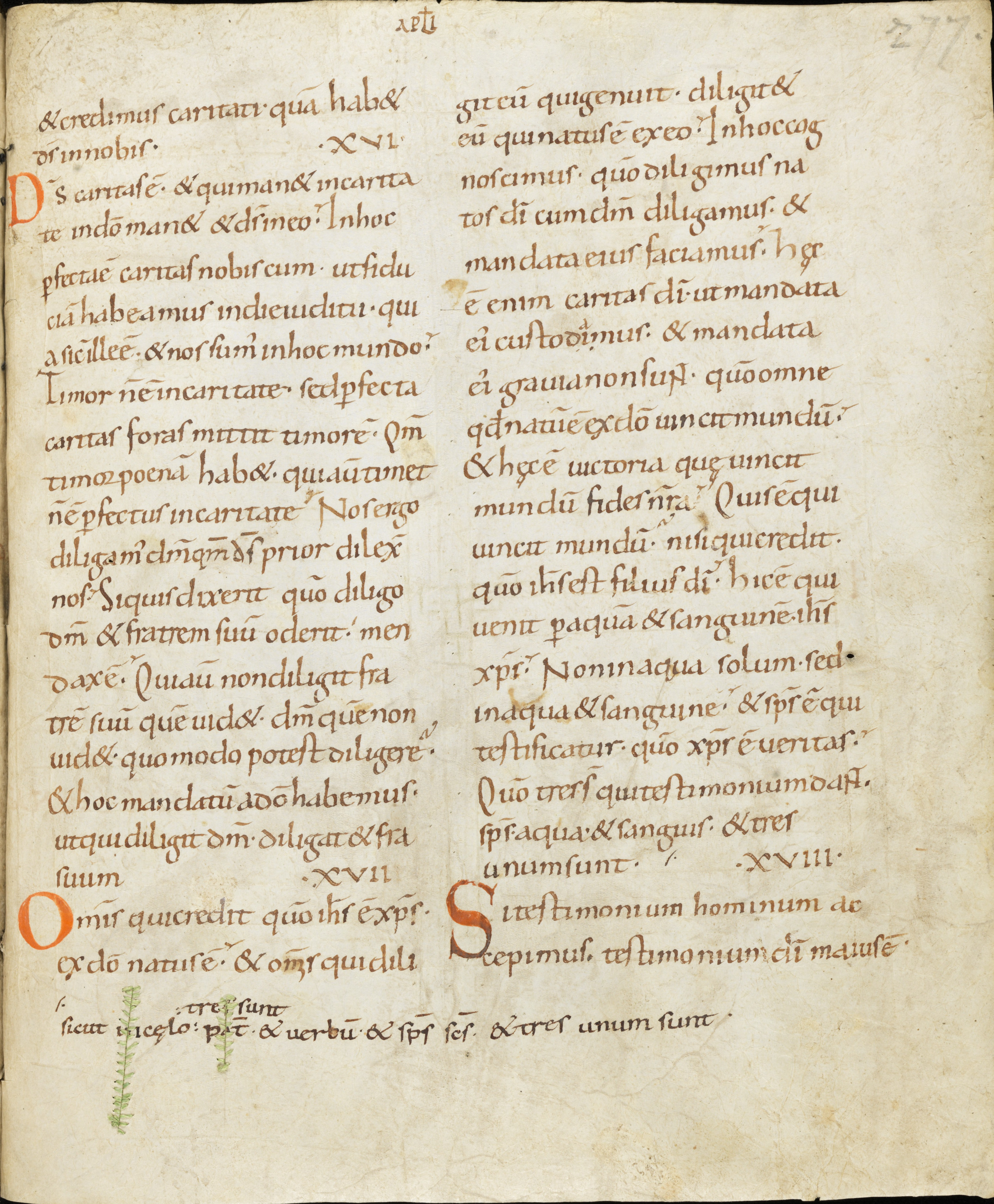
Codex Sangallensis 63 (IX—X века) — «Иоаннова вставка» приписана внизу

Закрепление «Иоанновой вставки» в источниках Западной Европы произошло не сразу и заняло более шести веков. Римский папа Лев I в своём догматическом послании «Томос к Флавиану» (449 год) цитирует начало пятой главы Послания Иоанна в исходном виде, то есть без вставки. Отсутствует вставка в самом раннем латинском издании Библии (Фульдский кодекс, 540-е годы) и в Амиатинском кодексе (VIII век). Ничего не знают о вставке комментаторы Беда Достопочтенный (VIII век) и Рабан Мавр (архиепископ Майнца, IX век). В то же время с VII века начинают появляться, в постепенно возрастающем количестве, латинские тексты Нового Завета с «Иоанновой вставкой»; наиболее ранние из них — Codex Legionensis и Frisingensia Fragmenta, обе эти рукописи — испанского происхождения). Среди более поздних (VIII—IX века) — Codex Cavensis, Codex Ulmensis, Codex Theodulphianus, Codex Sangallensis 907, все они испанского и франко-испанского происхождения. Локальный характер ранних рукописей Нового Завета с «Иоанновой вставкой» говорит о том, что в латинский текст она была добавлена в период борьбы с вестготами-арианами в VII веке или чуть раньше.
До IX века большинство копий латинских переводов из Нового Завета не содержали «Иоанновой вставки», встречались такие латинские копии и в более позднее время. Только в латинской Вульгате 1592 года в редакции Климента VIII, в отличие от предшествующих её изданий, появляется «Иоаннова вставка».

## Церковнославянские издания

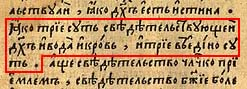
Фрагмент Острожской Библии (1581 год), «Иоаннова вставка» отсутствует

Первые полные переводы Нового Завета на церковнославянский язык не включали «Иоаннову вставку».
- «Геннадиевская Библия» (1499 год): «…яко три суть сведетельствующе. дух и вода и кровь. и три воедино суть»[17].
- «Библия Франциска Скорины» (1525 год), текст тот же[18].
- «Острожская Библия» (1581 год), текст тот же[19].
- «Никоновская Библия» (1663 год), текст без добавлений; но на полях, с краю текста приписана фраза: «…яко три суть свидетельствующии на небеси отец, слово и святый дух и сие трие едино суть»[20].
- «Елизаветинская Библия» (1751 год), «Иоаннова вставка»: «…яко три суть свидетельствующии на небеси отец, слово и святый дух и сие трие едино суть» внесена непосредственно в сам текст[21].

Также не было Иоанновой вставки в первых печатных славянских богослужебных Апостолах — в частности, московском (1564) и львовском (1574) изданиях Ивана Фёдорова. Впервые она появляется в Виленском издании Апостола 1623 года. Киевский Апостол 1630 года «Иоанновой вставки» не содержал. В 1639 году «Иоаннова вставка» появляется в Львовском Апостоле, с этого времени твёрдо удерживается в Виленских и Львовских изданиях. В Москве в первый раз «Иоаннова вставка» была добавлена во время «книжной справы» и была напечатана в Апостоле 1653 года. Материалом для книжной справы были книги XVII века, изданные в Польше. Последующие издания Апостола, используемые в новом обряде, содержат «Иоаннову вставку». Апостол, используемый в старом обряде, «Иоаннову вставку» не включает.

## Русский Синодальный перевод
- В первой редакции Синодального перевода Библии, изданной Российским библейским обществом (1820 год), «Иоаннова вставка» присутствует (в изданиях с параллельным церковнославянским и русским текстами — в обоих)[24]. Источником для перевода был Textus Receptus[25], в котором «Иоаннова вставка» присутствует[26].
- Во второй редакции (1860 год) «Иоаннова вставка» также присутствует. Для неё в качестве дополнительных источников были использованы печатные издания греческого Нового Завета Христиана-Фридриха Маттеи (1803—1807) и Иоганна Мартина Августина Шольца[27]. В обоих из них «Иоаннова вставка» отсутствует[28][29].

## Полемика
В VI веке появляется первый из серии фальшивых документов, призванных подтвердить раннее происхождение «Иоанновой вставки» — пролог Иеронима Стридонского к Фульдскому кодексу, где он жалуется на греков, якобы опускающих при переписке эту вставку. Данный пролог трудно совместить с тем фактом, что сам Фульдский кодекс вставки не содержит. Текстологи считают, что Иероним не является автором пролога, так как в других своих трудах вставки не упоминал. Другими документами из этой серии стали «Лжеисидоровы декреталии», изготовленные около IX века. Декреталии содержали, помимо прочего, фальшивый декрет римского Папы II века Гигина («De fide et reliquis causis») и знаменитый «Константинов дар»; обе эти подделки цитируют «Иоаннову вставку» близко к тексту.
Споры о том, является ли «Иоаннов стих» изначальным текстом или посторонней пропагандистской вставкой, возобновились в XVI веке. Эразм Роттердамский поначалу не включил спорный стих в свой перевод Нового Завета (Novum Instrumentum omne: diligenter ab Erasmo Roterodamo recognitum & emendatum, 1516). Однако начиная с третьего издания (1522) Эразм уступил католическим критикам, обвинявшим его в уступке арианству, и добавил «Иоаннову вставку».
Мартин Лютер не стал включать этот стих в свой перевод Библии на немецкий язык (1522—1542), но переиздания перевода после смерти Лютера уже содержали «Иоаннову вставку». Большинство соратников Лютера признала вставку подлинной (в том числе Жан Кальвин и его ученики), но часть её отвергла — например, Ульрих Цвингли, которого за это разгневанный Меланхтон обвинил в следовании ереси Ария и Эразма.
Эту проблему подробно исследовал в начале XVIII века Исаак Ньютон, известный своими антитринитарными взглядами, в трактате «Историческое прослеживание двух заметных искажений Священного Писания». Отсутствующие в древних текстах слова апостола Иоанна, по мнению Ньютона, были добавлены в IV веке блаженным Иеронимом, который «с той же целью вставил прямое указание на Троицу в свою версию [Библии]». В итоге своего исследования о текстологических подделках Писания Ньютон пришёл к следующему обобщающему выводу: «Из этих примеров ясно следует, что Писания были сильно искажены в первые века [христианской эры] и особенно в четвёртом столетии во время арианских споров». По мнению К. Кюнстля, указанная тринитарная интерполяция в Послании Иоанна (1 Ин 5.7) принадлежала не Иерониму, а Присциллиану, епископу города Авилы (Испания); как уже сказано выше, это мнение разделяют и современные религиоведы-текстологи.
Одновременно с Ньютоном проблему исследовал немецкий историк и библеист Иоганн Землер, который вначале склонялся к признанию подлинности «Иоанновой вставки», но затем, после обсуждения с известным английским теологом Уильямом Уистоном, пришёл к выводу. что это подделка. В 1730 году базельский теолог-библеист Иоганн Веттштейн за попытку удалить «Иоаннову вставку» из своего издания Нового Завета был отрешён от должности пастора, обвинён в арианстве и был вынужден бежать в Голландию, но даже там и даже с помощью сочувствующего ему знаменитого теолога Иоганна Бенгеля не смог осуществить свой замысел.
Лев Толстой использовал факт фальсификации «Иоанновой вставки» в эссе «Исследование догматического богословия» как аргумент против догмата Троицы: «Единственное место, хотя слабо, но хоть сколько-нибудь подтверждающее слова о трёх богах в одном, это самое место оказывается, по свидетельству богословия, спорным, по единогласному же свидетельству всей учёной критики — подложным… [Оно] не только не свидетельство в пользу троичности, но явное свидетельство того, что доказательств нет и не было, и что хотевшие доказать это сами чувствовали это».
В 1897 году декрет Священной конгрегации римской инквизиции запретил ставить под сомнение подлинность «Иоанновой вставки». Это решение было отменено в 1927 году.

## Современные мнения
Современные христианские богословы предпочитают относиться к «Иоанновой вставке» с осторожностью. Она исключена из большинства современных переводов Нового Завета (например, из католической «Новой Вульгаты», 1979).
В комментарии к этому стиху в переводе Нового Завета под редакцией епископа Кассиана (Объединённые библейские общества, 1970) признаётся, что «слова о трёх свидетельствующих на небе ни в одной из древних рукописей не значатся и были, по-видимому, позднее приписаны». В другом русском издании Нового Завета (издательство «Жизнь с Богом», Итальянское Францисканское движение. 206, Avenue de la Coroune, Bruxelles, 1965) «Иоаннова вставка» также признаётся поздней интерполяцией.